# تگرگ

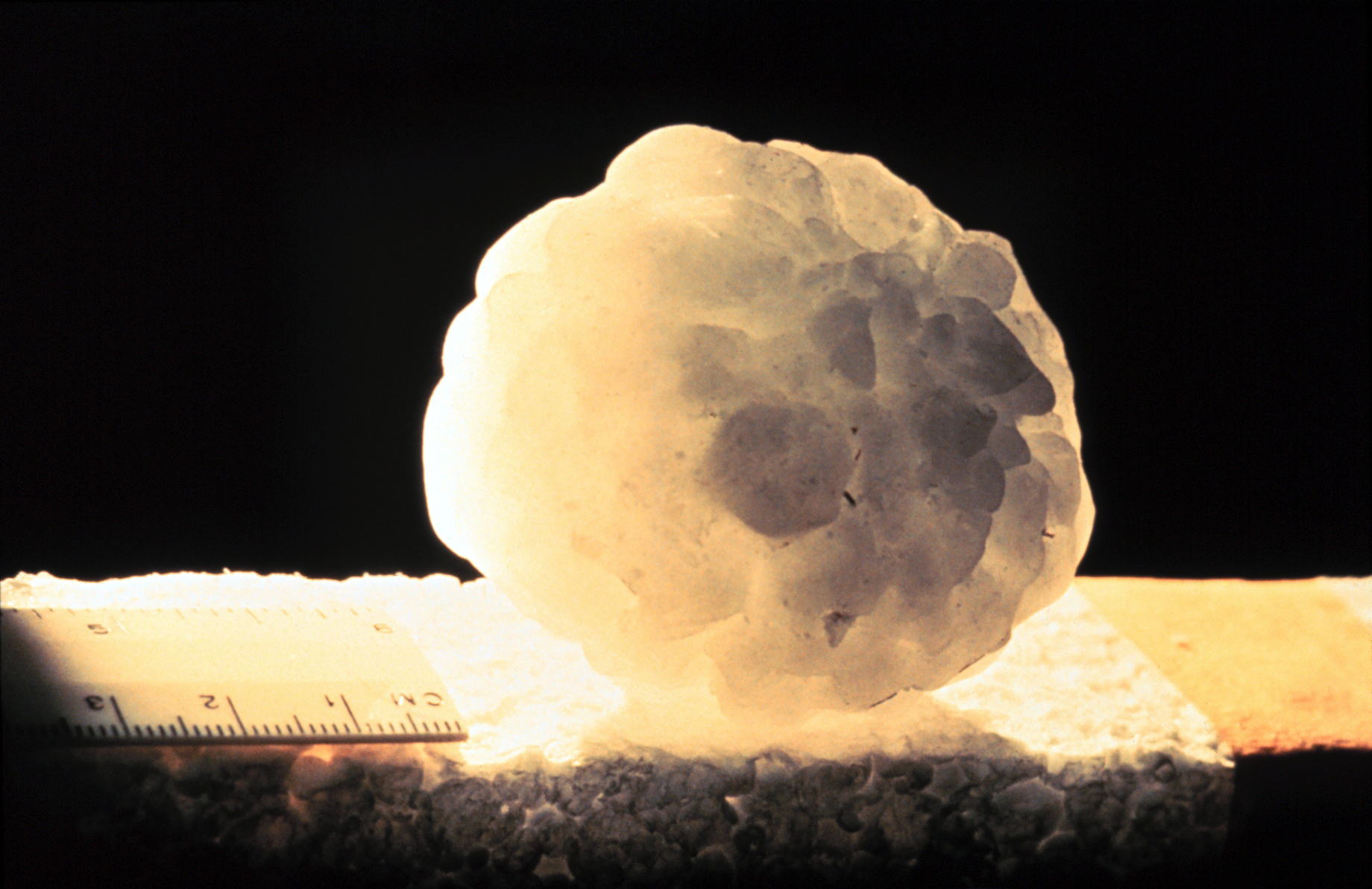
یک تگرگ درشت، با قطری در حدود ۶ سانتی‌متر.

تَگَرگ یا ژاله، گونه‌ای بارش است. تگرگ قطره‌های یخ‌بسته باران است که از آسمان به پایین می‌ریزد. تگرگ در اثر تغییرات ناگهانی هوا بر زمین فرو می‌ریزد و بیشتر در بهار موجب زیان سردرختی‌ها و دیگر محصولات کشاورزی می‌گردد و در شمار آفات آسمانی است.
علت ایجاد تگرگ برخورد سریع هوای نمناک به لایه‌های بالاتر و سردتر جو و یخ زدن ذرات بخار آب است. قطر تگرگ‌ها در حدود ۵ تا ۵۰ میلی‌متر است و بیشتر از ابرهای کومولونیمبوس (کومه‌ای‌بارا) که اغلب با رعد و برق همراه باشد، می‌بارد. تگرگ از یک هستهٔ مرکزی سفیدرنگ تشکیل شده که رشته‌های سفید زیادی دور آن را فرا گرفته‌است. این رشته‌ها نیز با پوستهٔ نازکی از یخ احاطه شده‌اند.
دانه‌های تگرگ ریز را سرماریزه می‌گویند.

## آسیب‌ها
اگر میزان بارش تگرگ در فصل بهار زیاد باشد موجب می‌شود تا محصولات آسیب ببینند بارش تگرگ برای محصولات سر درختی مانند سیب، گیلاس، زردآلو و … در فصل بهار موجب می‌شود تا شکوفه‌های این درختان با شدت برخورد تگرگ از بین بروند و با ریختن شکوفه درختان دچار آسیب می‌شوند و محصولات کم باری را در سال برای کشاورزان دارند. تگرگ می‌تواند خسارات زیادی به ویژه به اتومبیل‌ها، هواپیماها، نورگیرها، سازه‌های سقف شیشه‌ای، دام‌ها وارد کند.وقتی غلاف‌های تگرگ از ۰/۵ اینچ (۱۳ میلی‌متر) فراتر رود، می‌تواند
به هواپیما در عرض چند ثانیه آسیب جدی وارد کند.

## شکل‌گیری
علت علمی تشکیل تگرگ صاعقه و برخورد شدیدی است که هوای نمناک با لایه‌های هوا در سطوح بالا دارد سطوح بالایی هوا در فصل بهار دارای جوی سرد و یخ هستند که موجب می‌شود تا قطرات نمناک هوا در این سطوح یخ ببندد و به صورت بارش یخی به زمین فرد آیند.
به‌طور میانگین قطر تگرگ‌های بارشی ۵–۵۰ میلی‌متر هستند و از نوع ابرهای کومولونیمبوس که ابرهای کومه‌ای بار هستند می‌بارد که با رعد و برق‌های پر صدا نیز همراه است.
تگرگ دارای یک هسته مرکزی است که موجب تشکیل شدن آن شده‌است این هسته سفید رنگ رشته‌های مختلفی را در طول‌های مختلف تشکیل می‌دهد که موجب شکل‌گیری و بزرگ‌تر شدن تگرگ می‌شود رشته‌های تشکیل شده از هسته مرکزی سفید با استفاده از پوسته‌های نازک یخی احاطه می‌شوند و به شکل دایره‌ای شکل می‌گیرند این دانه‌ها با استفاده از میکروسکوپ‌های مخصوص دیده بررسی می‌شوند و دارای تصاویری بسیار زیبا و شگفت‌انگیز هستند.

## در گویش‌های محلی
| گویش            | نام‌ها                                                                                                |
| --------------- | --- |
| لری             | لرهای بختیاری (تور، تگر، تِوِرگ)، لرهای بویراحمدی (تگرس)، لرهای ممسنی (تغرس) و لرهای زویار قزوین:(تیر) |
| خراسان          | ژَله، جلِه، سنبلک، جنوب خراسان به تگرگ "جاله" گفته می‌شود                                               |
| کردی            | تگر، تگرگ (گویش اردلانی) ته رزه، تورگ (گویش سورانی)، تورک، تِگِر (کردی ایلامی)                         |
| بلوچی           | ترونگل                                                                                               |
| ترکی آذربایجانی | دُولو (dolu)                                                                                          |
| عرب‌های خوزستان  | حالوب                                                                                                |
| بوشهری          | تِغِرت                                                                                                 |
| مازنی           | تریگ، سِتِریک                                                                                          |
| گیلکی           | سنگ تیره                                                                                             |
| یزدی            | تغرسه                                                                                                |
| ترکمنی          | جُوُنُک                                                                                                 |